# خانية شكي

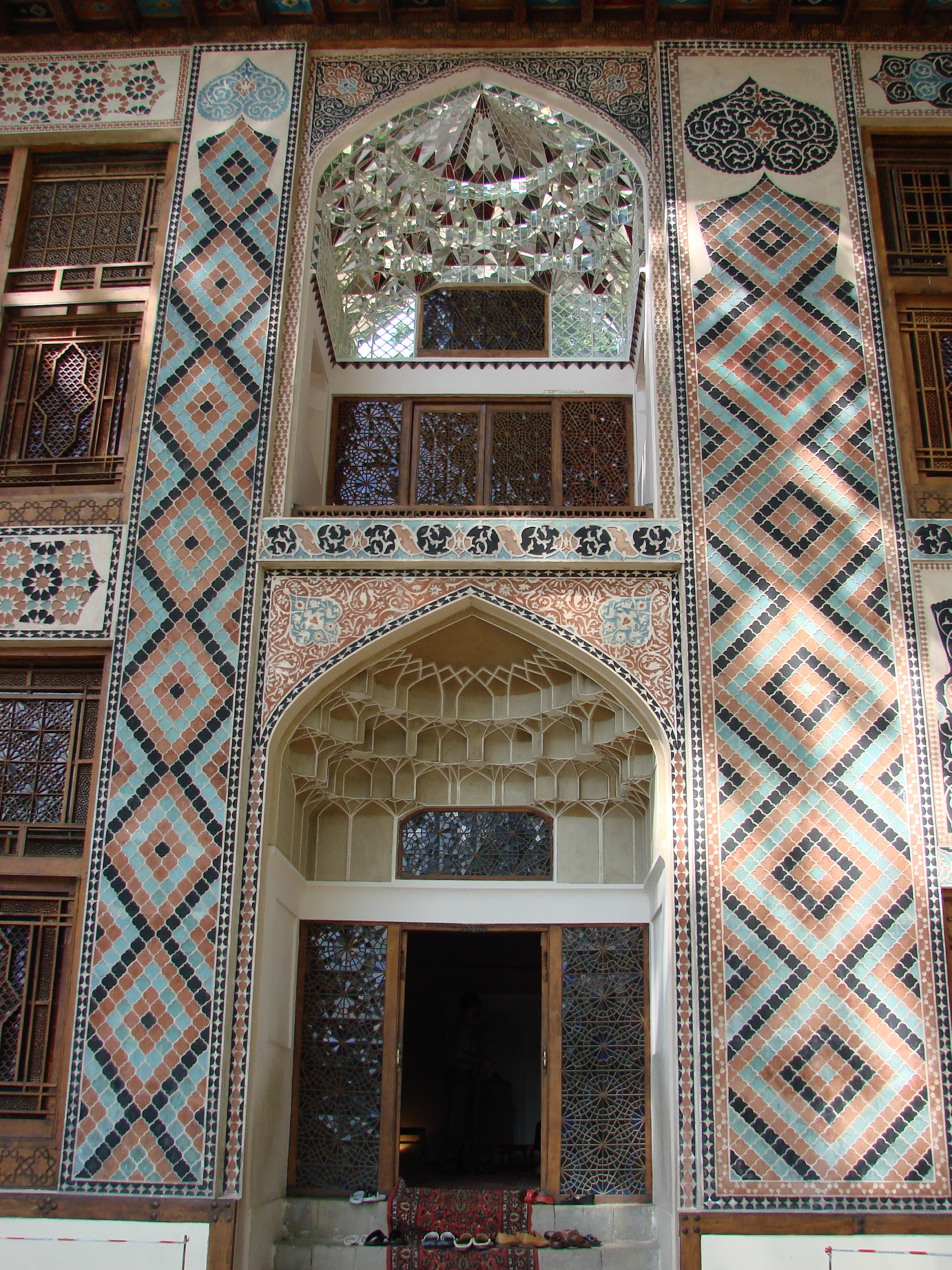
مدخل قصر خانات شاكي

خانات شكي أو خانية شكي (تُكتب أيضًا شاكي؛ بالفارسية: خانات شکی) كانت خانية قوقازية ضمن الدولة الإيرانية في العصور الإسلامية، حتى سقطَت للإمبراطورية الروسية، والتي سيطرت على بلدة شكي والمناطق المحيطة بها، والتي تقع الآن في أذربيجان الحالية.

## التاريخ
كانت شكي ضمن الإمبراطورية الساسانية، ومع الفتوحات الإسلامية لفارس، سقطَت تباعًا، فكانت جزءًا من إمارة أرمينيا، ومع الغزو المغولي، تفككت معظم الكيانات السياسية النائية بالمنطقة، منذ عام 1551، عادت شكي تحت سيطرة إيران الصفوية (1501-1736)، وكانت جزءًا من ولاية شيروان. كان يحكمها زعماء قبليون مختلفون، وكانوا يحصلون على لقب تويلدار (حامل الإقطاع). بعد طرد نادر للإمبراطورية العثمانية من جنوب القوقاز، مُنح علي مردان، ثم نجف قلي، مسؤولية حكم شكي. ومع ذلك، في عام 1743، ظهرت ثورة بقيادة الزعيم المحلي وجابي الضرائب السابق حاجي جلبي خان، ردًا على الإدارة غير الفعالة من نواب نادر. اُغتيل نجف قلي على يد المتمردين الذين اختاروا حاجي جلبي خان ليكون خانًا لهم. قام نادر شاه بعد ذلك بتعيين الزعيم المحلي جعفر خانًا جديدًا، على الرغم من فشله في طرد حاجي جلبي خان من حصنه. كانت الخانات نوعًا من الوحدات الإدارية التي يحكمها حاكم وراثي أو معين يخضع للحكم الإيراني، وهو نوع من الأنظمة الإدارية الإسلامية اللاحقة الشبه ذاتية الحكم. كان لقب الحاكم إما بكلربك أو خان، وهو مرادف للقب الباشا العثماني. ظلت الخانات تُعتبر تابعة لإيران حتى عندما كان الشاه في البر الرئيس الإيراني يفتقر إلى القوة اللازمة لفرض حكمه في المنطقة. كان الحاج جلبي مسلمًا متحمسًا، وكان حفيدًا لكاهن كنيسة كيش السابقة.
بعد اغتيال نادر شاه في عام 1747، سقطت إيران في حالة من الاضطراب، وخاصة في جنوب القوقاز. هناك، كان الجورجيون والخانات المحليون يتقاتلون على الأرض. وفي وقت لاحق، عقد حاجي جلبي خان تحالفًا مع الليزجيين، ليُعيد الاستقرار للمنطقة، خوفًا من توسع مسيحي أوروبي. وعندما صد هجومًا جنوب نهر آراس من أحد المدعين للعرش الإيراني، أصبح وضعه كخان شاكي غير قابل للشك. الملوك الجورجيون هرقل الثاني (حكم. 1744–1798) وتيموراز الثاني (حكم. 1732–1762)، الذين أرادوا توسيع سيطرتهم على جزء كبير من جنوب القوقاز، يشعرون بالتهديد من سلطة حاجي جلبي خان.
في معركتهم القادمة ضد الحاج جلبي خان، تحالف هرقل الثاني وتيموراز الثاني مع الخانات التالية؛ أحمد خان دنبولي من خانية خوي، وباناه علي خان من كاراباخ، وكاظم خان من قره داغ، وشاهفردي خان من خانية غنجة. ومع ذلك، قبل بدء المعركة، قام هرقل الثاني وتيموراز الثاني بسجن جميع الخانات، وطالبوهم بالخضوع لحكمهم ودفع الجزية. بالقرب من شامخور، واجه حاجي جلبي خان الملوك الجورجيين، وهزمهم، وحرر الخانات الذين كانوا في الأسر. كما فشل الهجوم الجورجي الثاني ضد حاجي جلبي خان بالقرب من نهر العزاني، كانت مخاوف الشاهات الإيرانيين أن يدفع هذا القوى الأوروبية الاستعمارية للتوغل في القوقاز، فتُصبح إيران في كماشة، بين الهند البريطانية وقوقاز جديد أوروبي، ولكن هذا لم يدفع الشاه للتعاون مع السلاطنة العثمانيين، خوفًا من توسع الأخير في القوقاز على حسابهم.
في عام 1755، توفي الحاج جلبي خان وخلفه ابنه آغا كيشي بك. بالإضافة إلى تحصين مدينة شكي، فقد واصل سياسة والده في الحفاظ على العلاقات الودية مع خانية شيروان وخانية قوبا القريبة. تزوج آغا كيشي بك من ابنة رئيس قاضي قموق في داغستان، محمد خان. وفي عام 1759، اقتنع آغا كيشي بيك بحضور اجتماع حيث قُتل على يد محمد خان وحليفه الأخير سلطان علي، وهو شخصية محلية معروفة. وأُرسل حفيد حاجي جلبي خان، محمد حسين خان مشتاق، إلى مكان آمن في شيروان من كبار الشخصيات في خانية شكي. وعاد بعد بضعة أشهر، وطرد قاضي القومق، وأعاد حكم عائلته في شكي. قام ببناء قصر جديد وأنشأ العديد من المحلات (المناطق) داخل مملكته، وكان كل منها تحت سيطرة حاكم مختلف.
بحلول عام 1762، أصبح الحاكم الزندي كريم خان زند (حكم. 1751-1770) قد رسّخ سلطته على معظم أنحاء إيران، وفي نهاية المطاف اعترفت به جورجيا ومختلف خانات جنوب القوقاز باعتباره صاحب السيادة عليهم. في عام 1772، اضطر محمد حسين خان مشتاق إلى نقل عاصمته إلى قرية نوخا القريبة.
على الرغم من أن أحفاد حاجي جلبي خان احتفظوا بالحكم على خانات شاكي وفقًا لاتفاقية عام 1805، إلا إن إيفان جودوفيتش سرعان ما تجاهل هذا المصطلح لأنه لم يكن لديه ثقة في عائلة لديها تاريخ من تبديل الولاءات وخيانة بعضها البعض بشكل منتظم. لذلك أعطى جودوفيتش السيطرة على خانات شاكي إلى جعفر قولي خان دونبولي، وهو زعيم من قبيلة دونبولي الكردية التي عارضت سلالة القاجار وأثبت ولاءها للروس أثناء حصارهم لإريفان في عام 1804. في 12 كانون الثاني 1807، وقع جعفر قولي خان وجودوفيتش معاهدة جديدة حيث تم توقيع المعاهدة السابقة مع عائلة لم تعد في السلطة. كان جعفر قولي خان وأتباعه من خوي مكروهين من أعيان شاكي. وطلبوا من الروس إعادة تنصيب سليم خان أو شقيقه الكفيف محمد حسن خان. رفض جودوفيتش، ووصف سليم خان بأنه خائن وسبب مقتل العديد من الجنود الروس أثناء انتفاضته. توفي جعفر قلي خان في عام 1814 وخلفه ابنه إسماعيل خان دونبولي.
كان إسماعيل خان دونبولي خانًا غير محبوب، وبعد وفاته في عام 1819، ألغت الإمبراطورية الروسية خانية شاكي. وأدى هذا إلى هروب جميع أبناء الخان إلى إيران. عاد سليمان خان، أحد الأبناء، إلى روسيا في أواخر عشرينيات القرن التاسع عشر، والتحق بالجيش الروسي. وكان من بين الذين أُرسلوا إلى وارسو، كما التقى به القيصر (التسار) أيضًا في عام 1841. ولكنه عاد إلى إيران في أوائل أربعينيات القرن التاسع عشر، حتى أنه حصل على هدية من الشاه. كانت السلطات الروسية تنوي إقالة سليمان خان بسبب غضبها مما اعتبرته خيانة. وفي النهاية سلَّم سليمان خان نفسه إلى السفارة الروسية في تبريز، مدعيًا أن عائلته في إيران أجبرته على البقاء هناك.

## الإدارة
كانت اللغة الإدارية والأدبية في خانات شكي منذ العهد الإسلامي وقبله وحتى نهاية القرن التاسع عشر هي اللغة الفارسية، مع استخدام اللغة العربية للدراسات الدينية. وكانت اللغة الفارسية تُستخدَم في القضاء. أنتجت الخانية عملاتها المعدنية الخاصة فتمتعت بحكم شبه ذاتي، أولًا باسم نادر شاه ثم باسم كريم خان. كان جزء كبير من عملاتهم المعدنية بلا اسم تمامًا بحلول نهاية القرن الثامن عشر. في حين أن بعض الإصدارات غير الشائعة من دربند تحتوي على إشارة غامضة إلى أحد خاناتها، إلا أن أيًّا من الخانات الحكام لم يضعوا أسماءهم على عملاتهم المعدنية، بسبب افتقارهم إلى شرعية الملك السيادي وأي مطالبات بالاستقلال. كانت هذه العملات المعدنية الإيرانية الشمالية مصنوعة بالكامل من الفضة والنحاس.

## التركيبة السكانية
يتألف السكان بشكل أساسي من مجموعات ناطقة باللغة التركية، وأقلية من الليزجيين والأرمن وبعض اليهود الجبليين.

## قائمة الخانات
- 1743–1755: الحاج جلبي خان
- 1755–1759: آغا كيشي بيك
- 1759–1780: محمد حسين خان
- 1780–1783: الحاج عبد القادر خان
- 1783–1795: محمد حسن خان (للمرة الأولى)
- 1795–1797: سليم خان (للمرة الأولى)
- 1797–1802: محمد حسن خان (مرة ثانية)
- 1805: فتح علي خان (المرة الأولى)
- 1802–1805: سليم خان (المرة الثانية)
- 1806: فتح علي خان (للمرة الثانية)
- 1806–1814: جعفر قولي خان دنبولي
- 1814-1819: إسماعيل خان دنبولي

## ملحوظات
1. ↑  وفقًا للمؤرخ الإيراني الأمريكي جورج بورنوتيان[الإنجليزية]: "يمكن ترجمة مصطلح "محل" إلى "منطقة". وفي بعض الأحيان، يمكن ترجمته إلى "حي"، مع أن "محل" هو المصطلح الأنسب للحي. أما "الحي" فهو الترجمة الأكثر شيوعًا لكلمة "محل".[9]